# Paula Rakijašić
Paula Rakijašić (* 6. Juli 2000) ist eine kroatische Leichtathletin, welche sich auf den Mittelstreckenlauf spezialisiert hat.

## Karriere
Nachdem sie kroatische U20-Meisterin im 800-Meter-Lauf wurde, startete sie auch bei den kroatischen Meisterschaften 2017 in Zagreb. Dabei startete sie am 9. Juli 2017 über die 800 Meter und belegte in einer Zeit von 2:14,78 min hinter Ivona Zemunik den zweiten Platz und sicherte sich ihre erste Medaille bei kroatischen Meisterschaften im Erwachsenenbereich.
Bei den kroatischen Hallenmeisterschaften 2018 in Zagreb startete sie am 24. Februar 2018 im 1500-Meter-Lauf und sicherte sich in neuer persönlicher Bestzeit von 4:40,69 min ihren ersten kroatischen Meistertitel im Erwachsenenbereich. Im Sommer startete sie bei den kroatischen Freiluftmeisterschaften, welche ebenfalls in Zagreb stattfanden. Im 800-Meter-Lauf verpasste sie mit neuer persönlicher Bestzeit von 2:14,2 min am 24. Februar 2018 als Vierte knapp eine Medaille.

## Bestleistungen

### Freiluft
- 1800-Meter-Lauf: 2:14,20 min am 29. Juli 2018 in  Zagreb
- 1000-Meter-Lauf: 3:01,64 min am 4. Oktober 2015 in  Zagreb
- 1500-Meter-Lauf: 4:35,19 min am 19. Mai 2018 in  Zagreb

### Halle
- 1800-Meter-Lauf: 2:15,61 min am 3. März 2018 in  Zagreb
- 1500-Meter-Lauf: 4:40,69 min am 24. Februar 2018 in  Zagreb